# Fred Eicher
Fred Eicher (* 19. August 1927 in Dietlikon; † 23. März 2010 in Staad SG) war ein Schweizer Landschaftsarchitekt, der die Schweizer Landschaftsarchitektur nachhaltig prägte.

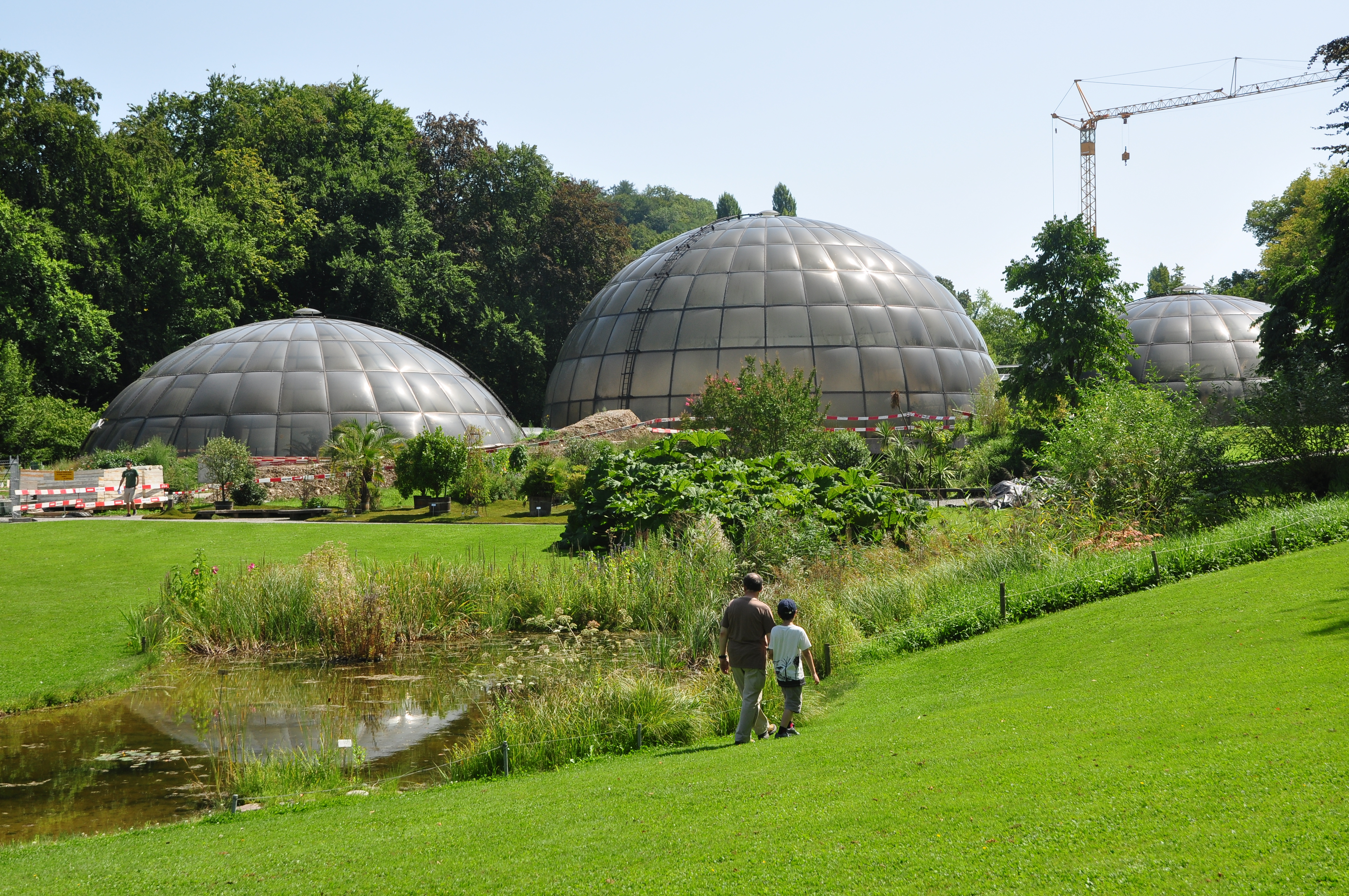
Botanischer Garten Zürich

## Werdegang
Fred Eicher absolvierte nach einer Gärtnerlehre die Kantonale Gartenbauschule Oeschberg. Von 1949 bis 1951 studierte er Gartenarchitektur an der Akademie für bildende Künste Kassel bei Hermann Mattern. Nach seiner Rückkehr nach Zürich arbeitete er bis 1962 bei Ernst Graf und übernahm das Büro nach dessen Tod. In den Jahren 1959 bis 1995 hat Fred Eicher über tausend Projekte erarbeitet, viele davon mit Ernst Gisel, Hans und Annemarie Hubacher, Theo Hotz, Ernst Hiesmayr, Peter Issler und Leo Hafner. Er war ein Mitbegründer der Schweizer Zeitschrift für Landschaftsarchitektur Anthos und hat als deren Redaktor diese Publikation in den Jahren 1965 bis 1984 geprägt.
Mit seinen Werken beeinflusste Fred Eicher die nachfolgende Generation Schweizer Landschaftsarchitekten, u. a. Dieter Kienast und Günther Vogt.
Subtile Eingriffe in die Landschaft unter Verwendung von schlichten, aber klaren Formen prägen die Projekte von Fred Eicher. Frühere Werke wie der Friedhof Eichbühl in Zürich-Altstetten sind mit den grossen linearen Bezügen, Flächen und asymmetrischen Kompositionen der Avantgarde der 1950er Jahre verpflichtet, während spätere Werke wie der Friedhof Wettswil mit ihren axialen Bezügen und Symmetrien die Postmoderne der 1980er Jahre aufnehmen.
Fred Eichers Projekte zeichnen sich durch eine zeitlose Moderne aus: Einfache, wohl durchdachte Eingriffe ins Gelände fügen die Gartenanlagen harmonisch in die Landschaft ein und zeichnen sich dennoch durch eine klare räumliche Ausgestaltung aus.

## Werke (Auswahl)

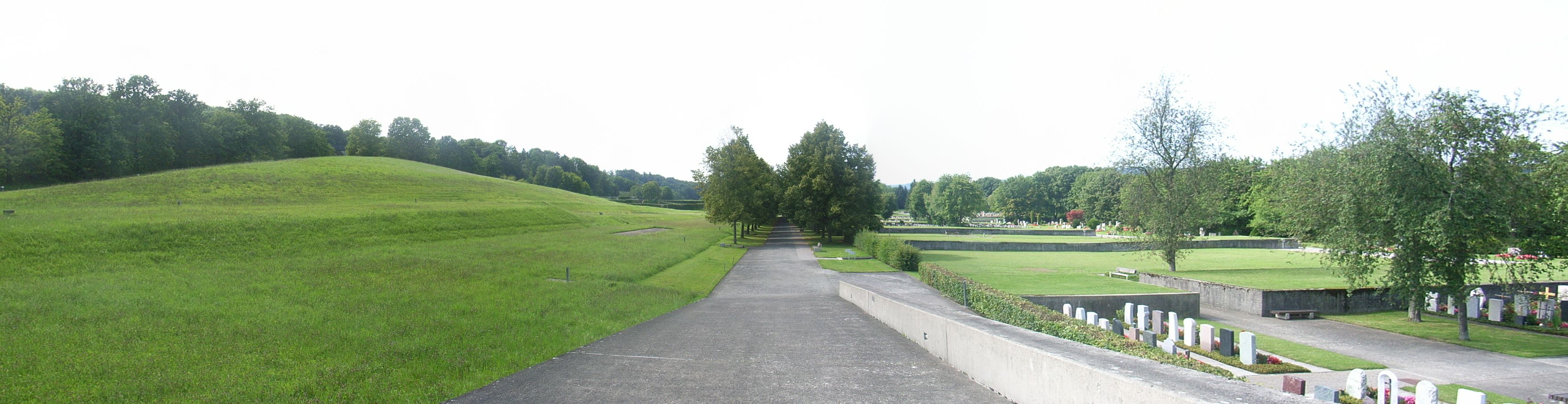
Friedhof Eichbühl

- 1959: Lehrerseminar St. Michael Zug
- 1964: Friedhof Dietlikon
- 1964: Garten der Siedlung Nussdorf, Wien
- 1967: und 1990 Freibad Dübendorf
- 1957–1968: Friedhof Eichbühl, Zürich-Altstetten mit Hubacher und Issler und Künstler Robert Lienhard
- 1970: Hotel Atlantis, Zürich
- 1970, 1981: Kantonsschule Zug
- 1972: Sport- und Erholungsanlage Tal, Adliswil
- 1972: Schwimmbad Lättich, Baar ZG
- 1975: Gemeindehaus Langnau am Albis
- 1975: Schule Loogarten, Zürich-Altstetten
- 1977: Neuer Botanischer Garten, Zürich
- 1978: Völkerkundemuseum der Universität Zürich
- 1980: Sportanlage Dürrbach, Dübendorf
- 1980: Kurpark Gaggenau
- 1982: Friedhof, Wettswil am Albis
- 1983: Friedhof Dielsdorf ZH
- 1984: Werft ZSG und 1985–1987 Seeuferanlage, Zürich-Wollishofen
- 1985: Schweizer Botschaft, Brasília
- 1986: OLMA, St. Gallen
- 1988: Friedhof Adliswil
- 1988: Friedhof Doerndler, Regensdorf
- 1989: EPI-Klinik, Zürich
- 1994: Sportanlage Tüfi, Adliswil

## Preise
- 2004: Schulthess Gartenpreis des Schweizer Heimatschutzes[4]

## Ehemalige Mitarbeiter
- 1969–1970: Dieter Kienast